# 경영 컨설팅
경영 컨설팅는 기업 또는 조직의 경영 문제를 해결하고, 운영을 개선하기 위해 전문적인 조언을 제공하는 것이다. 이러한 컨설팅을 하는 사람들은 비즈니스 전략, 조직 관리, 운영 효율성을 향상시키기 위한 분석과 해결 방안을 제시하며, 기업이 더 나은 성과를 달성할 수 있도록 돕는다.
경영 컨설턴트는 주로 데이터 분석을 통해 문제를 파악하고, 시장 조사와 경쟁 분석을 수행하여 전략적 의사결정을 지원한다. 또한, 이들은 비용 절감, 프로세스 개선, 인재 관리 등의 분야에서 구체적인 해결책을 제안하며, 기업의 목표 달성을 위한 장기적인 전략을 설계한다.
이 직업은 다양한 산업 분야에서 활동할 수 있으며, 종종 글로벌 회의나 포럼에서 최신 경영 트렌드에 대해 논의하며, 기업 경영 시스템의 혁신과 개선을 목표로 한다.

## 같이 보기
- 경영 전략
- 조직 관리
- 데이터 분석

### 관련 분류
- 기업
- 경영학
- 비즈니스 직업